# Spiru Haret
Spiru Haret – wieś w Rumunii, w okręgu Braiła, w gminie Berteștii de Jos. W 2011 roku liczyła 1545 mieszkańców.